# Otman Baba

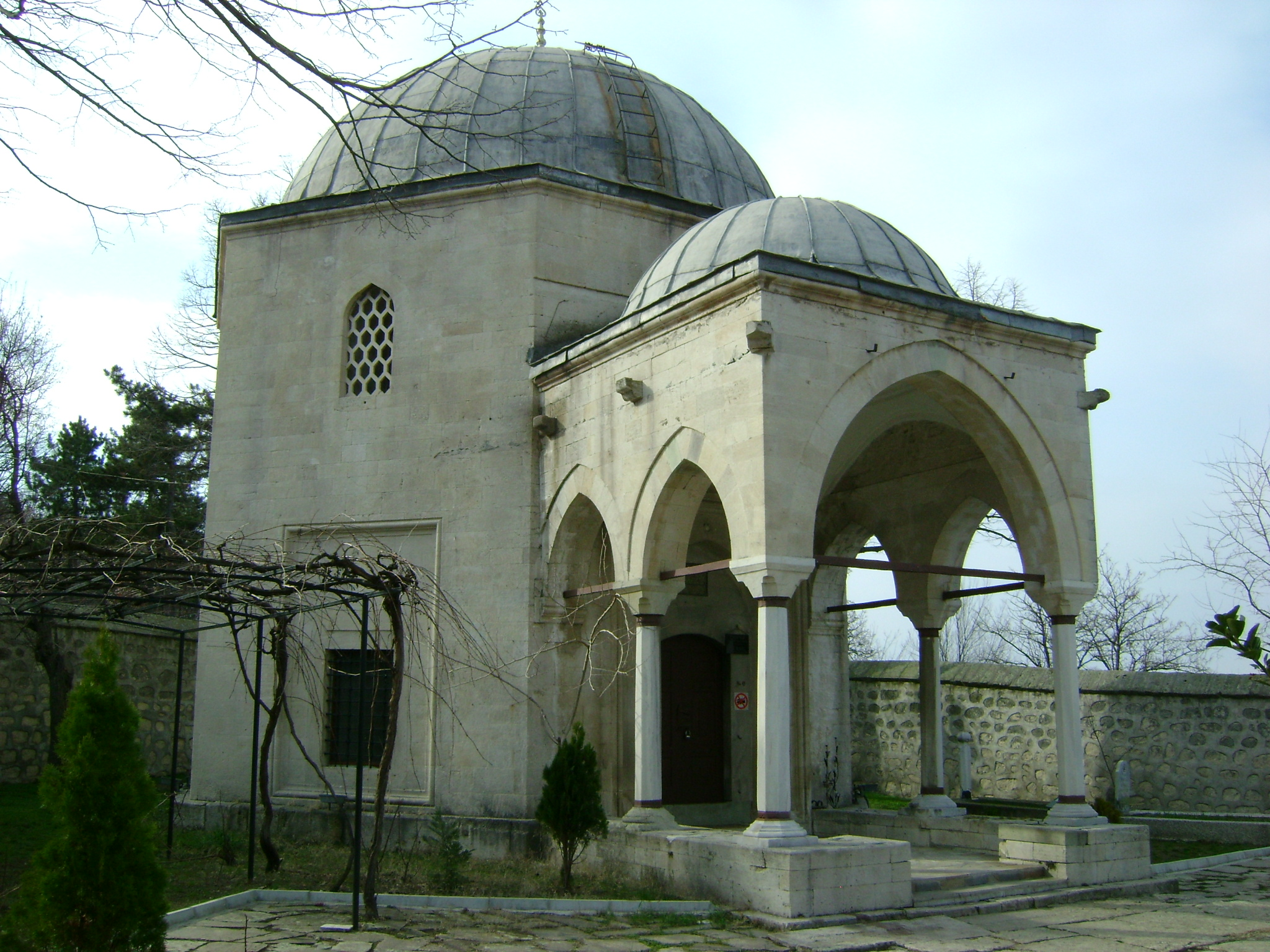
Die Türbe von Otman Baba in Teketo, Bulgarien

Otman Baba (auch Schah-i Kerbelâ genannt, geboren 1378 oder 1379; gestorben am 8. Redscheb 883 (islamischer Zeitreichnung), das ist in der ersten Oktoberhälfte 1478) war ein berühmter Derwisch des 15. Jahrhunderts, der durch das gesamte Osmanische Reich reiste und nach 1445 eine große Gefolgschaft unter den heterodoxen Bektaschi-Moslems und Alianen in Bulgarien erwarb, das sich nach 1445 in seine Verehrung als Heiliger entwickelt hat. Er ist auch als Od’man, Hüsam Şah, Hüsam Şah Gani oder Gani Baba bekannt.
Er kam in der Zeit Timurs nach Anatolien und wirkte vor allem in Germiyan und Saruhan, bis er in der Zeit, als Mehmed II. noch Prinz war, nach Manisa und später nach Rumelien ging. Er nahm an verschiedenen Eroberungsfeldzügen in Rumelien teil und ist ein Kalenderi-Scheich. Nach Otman Babas Tod entwickelte sich sein Grab im bulgarischen Ort Teketo bei Chaskowo zu einer Wallfahrtsstätte, die während des Kommunismus in Bulgarien in ein Museum umgewandelt wurde.
Die Hagiografie von Otman Baba wurde von seinem Gelehrten Küçük Abdal geschrieben und wird von seinen Anhängern als kanonischer Text betrachtet. Sie besagt, dass Otman Baba Wunder vollbringen konnte, die seine Überlegenheit gegenüber den anderen Derwischen und osmanischen Behörden unter Beweis stellten, vor allem gegenüber Sultan Mehmet II. Abweichend von orthodox-islamischen Lehren, stellte Otman Baba seine Einheit mit Gott und seine Beherrschung der göttlichen Beweise unter Beweis – als Verkörperung der monotheistischen Religionsführer Mohammed, Jesus und Moses.